# Velká Kraš
Velká Kraš (en allemand : Groß Krosse) est une commune du district de Jeseník, dans la région d'Olomouc, en République tchèque. Sa population s'élevait à 742 habitants en 2020.

## Géographie
Velká Kraš se trouve à 16 km au nord-nord-ouest de Jeseník, à 86 km au nord d'Olomouc et à 196 km à l'est-nord-est de Prague.
La commune est limitée par Bernartice et la Pologne au nord, par Vidnava et Stará Červená Voda à l'est, par Černá Voda au sud et par Kobylá nad Vidnavkou à l'ouest.

## Histoire
La première mention écrite de la localité date de 1291.